# Grand Hotel Tremezzo
Il Grand Hotel Tremezzo è uno storico albergo di lusso di Tremezzo sul lago di Como in Lombardia.

## Storia
L'albergo venne fatto costruire sui terreni della Villa Poncetta da Enea Gandola, originario di Bellagio, il quale ne aveva comprato la proprietà nel 1907 con l'intento di aprire un grande albergo di lusso capace di rispondere al crescente sviluppo turistico di Tremezzo. I lavori di costruzione dell'edificio, progettato dall'architetto Costantino Ferrario, cominciarono nel 1908 e si conclusero nel 1910.

## Descrizione
L'edificio, che presenta uno stile Liberty, è costituito da un parallelepipedo a più piani, dotato di affacci verso il lago e verso il giardino retrostante. Le camere da letto, situate ai piani superiori, sono allineate lungo un corridoio centrale di disimpegno, secondo uno schema organizzativo che meglio risponde alle funzioni dell’architettura alberghiera.

## Galleria d'immagini

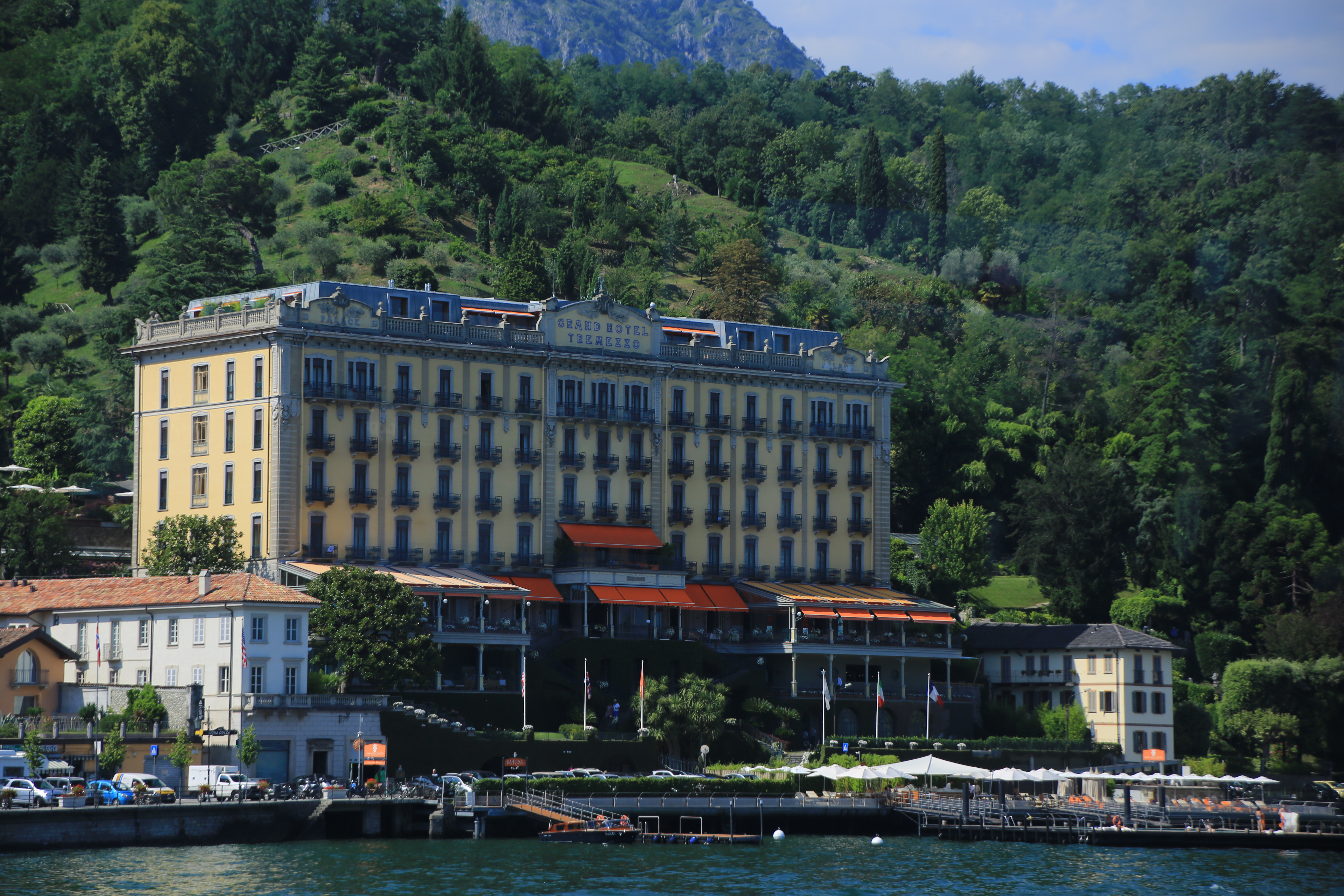
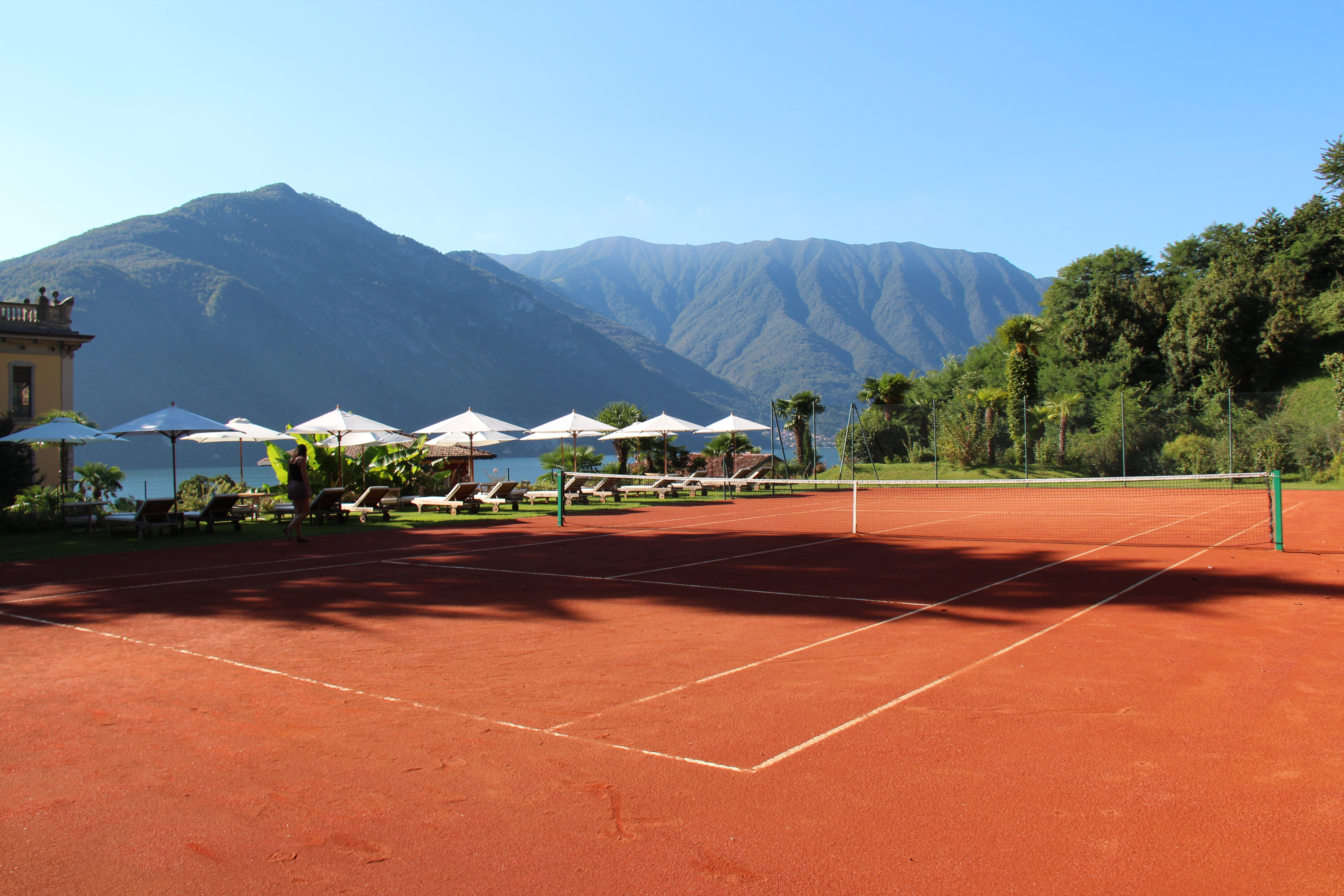
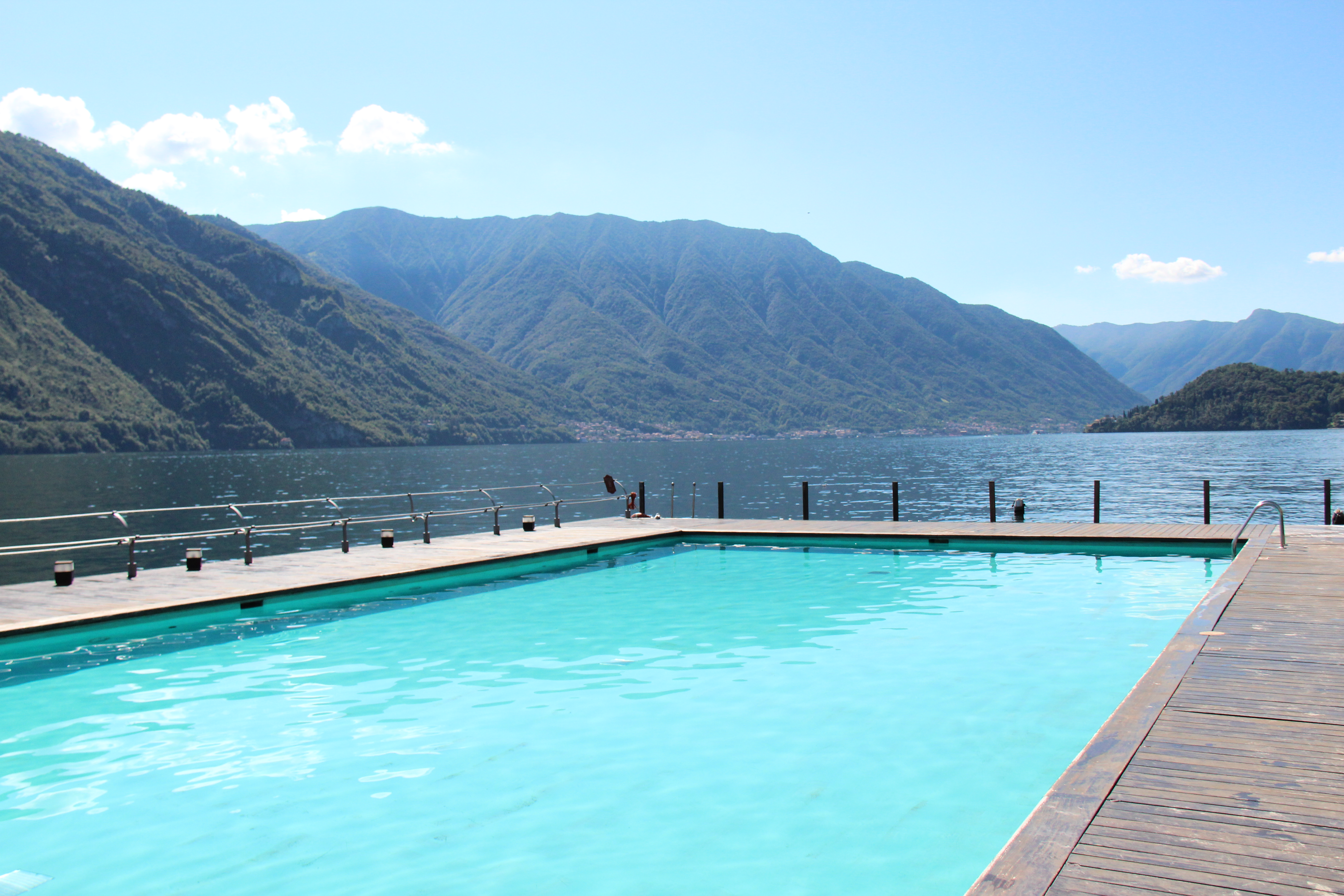